# Mario Posch
Mario Posch (né le 18 juillet 1967) est un ancien joueur, désormais entraîneur de football autrichien.